# Caldwell, North Yorkshire
Caldwell är en civil parish i Storbritannien.   Den ligger i grevskapet North Yorkshire och riksdelen England, i den centrala delen av landet, 400 km norr om huvudstaden London.